# Nocé
Nocé és un municipi francès situat al departament de l'Orne i a la regió de Normandia. L'any 2007 tenia 779 habitants.

## Demografia

### Població
El 2007 la població de fet de Nocé era de 779 persones. Hi havia 306 famílies de les quals 84 eren unipersonals (28 homes vivint sols i 56 dones vivint soles), 79 parelles sense fills, 119 parelles amb fills i 24 famílies monoparentals amb fills.
La població ha evolucionat segons el següent gràfic:
Habitants censats

### Habitatges
El 2007 hi havia 435 habitatges, 314 eren l'habitatge principal de la família, 101 eren segones residències i 20 estaven desocupats. 418 eren cases i 11 eren apartaments. Dels 314 habitatges principals, 213 estaven ocupats pels seus propietaris, 88 estaven llogats i ocupats pels llogaters i 13 estaven cedits a títol gratuït; 1 tenia una cambra, 19 en tenien dues, 46 en tenien tres, 98 en tenien quatre i 150 en tenien cinc o més. 120 habitatges disposaven pel capbaix d'una plaça de pàrquing. A 139 habitatges hi havia un automòbil i a 138 n'hi havia dos o més.

### Piràmide de població
La piràmide de població per edats i sexe el 2009 era:
| Homes | Edats   | Dones |
| ----- | ------- | ----- |
| 0     | 95 o +  | 0     |
| 0     | 90 a 94 | 8     |
| 0     | 85 a 89 | 8     |
| 16    | 80 a 84 | 8     |
| 12    | 75 a 79 | 16    |
| 24    | 70 a 74 | 24    |
| 16    | 65 a 69 | 20    |
| 20    | 60 a 64 | 20    |
| 4     | 55 a 59 | 8     |
| 24    | 50 a 54 | 16    |
| 20    | 45 a 49 | 20    |
| 40    | 40 a 44 | 24    |
| 32    | 35 a 39 | 24    |
| 24    | 30 a 34 | 32    |
| 36    | 25 a 29 | 16    |
| 24    | 20 a 24 | 24    |
| 20    | 15 a 19 | 48    |
| 16    | 10 a 14 | 24    |
| 24    | 5 a 9   | 28    |
| 16    | 0 a 4   | 12    |

## Economia
El 2007 la població en edat de treballar era de 465 persones, 355 eren actives i 110 eren inactives. De les 355 persones actives 331 estaven ocupades (183 homes i 148 dones) i 25 estaven aturades (7 homes i 18 dones). De les 110 persones inactives 48 estaven jubilades, 26 estaven estudiant i 36 estaven classificades com a «altres inactius».

### Ingressos
El 2009 a Nocé hi havia 317 unitats fiscals que integraven 779 persones, la mediana anual d'ingressos fiscals per persona era de 16.133 €.

### Activitats econòmiques
Dels 36 establiments que hi havia el 2007, 2 eren d'empreses extractives, 1 d'una empresa alimentària, 3 d'empreses de fabricació d'altres productes industrials, 4 d'empreses de construcció, 9 d'empreses de comerç i reparació d'automòbils, 3 d'empreses d'hostatgeria i restauració, 1 d'una empresa d'informació i comunicació, 3 d'empreses financeres, 2 d'empreses immobiliàries, 2 d'empreses de serveis, 2 d'entitats de l'administració pública i 4 d'empreses classificades com a «altres activitats de serveis».
Dels 13 establiments de servei als particulars que hi havia el 2009, 1 era una oficina d'administració d'Hisenda pública, 1 gendarmeria, 3 oficines bancàries, 1 paleta, 1 fusteria, 1 electricista, 2 perruqueries i 3 restaurants.
Dels 3 establiments comercials que hi havia el 2009, 1 era una botiga de menys de 120 m², 1 una fleca i 1 una llibreria.
L'any 2000 a Nocé hi havia 31 explotacions agrícoles que ocupaven un total de 1.320 hectàrees.

## Equipaments sanitaris i escolars
L'únic equipament sanitari que hi havia el 2009 era una farmàcia.
El 2009 hi havia una escola elemental integrada dins d'un grup escolar amb les comunes properes formant una escola dispersa.

## Poblacions més properes
El següent diagrama mostra les poblacions més properes.